# 2014 în literatură
- 2013 în literatură — 2014 în literatură — 2015 în literatură

2014 în literatură implică o serie de evenimente:

## Evenimente
- 13–16 martie: Târgul de Carte de la Leipzig
- 02 aprillie: International Children’s Book Day
- 23 aprilie: Ziua Internațională a cărții și a drepturilor de autor
- 16 iunie: Bloomsday
- 25–28 septembrie: Târgul de Carte de la Göteborg; Invitată de onoare: Brazilia
- 8–12 octombrie: Târgul de Carte de la Frankfurt; Invitată de onoare: Finlanda

## Celebrări

### de la naștere
- 01 ianuarie: 300 de ani de la naștere Kristijonas Donelaitis
- 04 februarie: 100 de ani de la naștere Alfred Andersch
- 05 februarie: 100 de ani de la naștere William S. Burroughs
- 22 februarie: 150 de ani de la naștere Jules Renard
- 26 februarie (botezat): 450 de ani de la naștere Christopher Marlowe
- 01 martie: 100 de ani de la naștere Ralph Ellison
- 07 martie: 50 de ani de la naștere Bret Easton Ellis
- 08 martie: 200 de ani de la naștere Ede Szigligeti
- 28 martie: 100 de ani de la naștere Bohumil Hrabal
- 31 martie: 100 de ani de la naștere Octavio Paz
- 04 aprilie: 100 de ani de la naștere Marguerite Duras
- 04 aprilie: 150 de ani de la naștere  Futabatei Shimei
- 26 aprilie (botezat): 450 de ani de la naștere William Shakespeare
- 08 mai: 100 de ani de la naștere Romain Gary]
- 12 mai: 100 de ani de la naștere  Bertus Aafjes
- 13 mai: 100 de ani de la naștere Gregor von Rezzori
- 24 mai: 100 de ani de la naștere George Tabori
- 10 iunie: 100 de ani de la naștere Oktay Rifat
- 22 iulie: 50 de ani de la naștere Dan Brown
- 09 iulie: 250 de ani de la naștere Ann Radcliffe
- 17 iulie: 300 de ani de la naștere Alexander Gottlieb Baumgarten
- 18 iulie: 150 de ani de la naștere Ricarda Huch
- 20 iulie: 150 de ani de la naștere Erik Axel Karlfeldt
- 09 august: 100 de ani de la naștere Tove Jansson
- 26 august: 100 de ani de la naștere Julio Cortázar
- 15 septembrie: 100 de ani de la naștere Adolfo Bioy Casares
- 15 septembrie: 100 de ani de la naștere Orhan Kemal
- 25 septembrie: 50 de ani de la naștere Carlos Ruiz Zafón
- 29 septembrie: 150 de ani de la naștere Miguel de Unamuno
- 14 octombrie: 150 de ani de la naștere Stefan Żeromski
- 18 octombrie: 50 de ani de la naștere Charles Stross
- 27 octombrie: 100 de ani de la naștere Jan Kott
- 11 noiembrie: 100 de ani de la naștere Howard Fast
- 11 noiembrie: 150 de ani de la naștere Maurice Leblanc
- 08 decembrie: 50 de ani de la naștere Richard David Precht

### de la moarte
- 0 ianuarie: 100 de ani de la moartea lui Ambrose Bierce
- 09 ianuarie: 50 de ani de la moartea lui Halide Edip Adıvar
- 21 ianuarie: 200 de ani de la moartea lui Jacques-Henri Bernardin de Saint-Pierre
- 20 martie: 50 de ani de la moartea lui Brendan Behan
- 25 martie: 100 de ani de la moartea lui Frédéric Mistral
- 31 martie: 100 de ani de la moartea lui Christian Morgenstern
- 02 aprilie: 100 de ani de la moartea lui Paul Heyse
- 19 mai: 150 de ani de la moartea lui John Clare
- 19 mai: 150 de ani de la moartea lui Nathaniel Hawthorne
- 03 iunie: 50 de ani de la moartea lui Frans Eemil Sillanpää
- 06 iulie: 100 de ani de la moartea lui Delmira Agustini
- 16 iulie: 350 de ani de la moartea lui Andreas Gryphius
- 12 august: 50 de ani de la moartea lui Ian Fleming
- 04 septembrie: 50 de ani de la moartea lui Werner Bergengruen
- 22 septembrie: 100 de ani de la moartea lui Alain-Fournier
- 27 octombrie: 50 de ani de la moartea lui Willi Bredel
- 03 noiembrie: 100 de ani de la moartea lui Georg Trakl

## Cărți noi
- Ken Follett — Edge of Eternity
- John Grisham — Gray Mountain
- Patrick Modiano — Pour que tu ne te perdes pas dans le quartier
- Frank Schätzing — Breaking News

## Decese
- 9 ianuarie — Amiri Baraka
- 26 ianuarie — José Emilio Pacheco
- 27 februarie — Aaron Allston
- 18 martie — Lucius Shepard
- 17 aprilie — Gabriel García Márquez
- 24 aprilie — Tadeusz Różewicz
- 27 aprilie — Vasco Graça Moura
- 6 mai — Farley Mowat
- 28 mai — Maya Angelou
- 15 iunie — Daniel Keyes
- 25 iunie — Ana María Matute
- 13 iulie — Nadine Gordimer
- 16 august — Peter Scholl-Latour
- 9 septembrie — Graham Joyce
- 28 septembrie — Dannie Abse]
- 6 noiembrie — Abdelwahab Meddeb
- 16 noiembrie — Serge Moscovici
- 27 noiembrie — P. D. James

## Premii literare
Premiul Nobel pentru Literatură — Patrick Modiano